# Museo de Menorca
El Museo de Menorca es una institución pública situada en la ciudad de Mahón, en las Islas Baleares (España), que está dedicada a la investigación y la difusión dentro del ámbito de la Prehistoria y la historia de Menorca. 

## Ubicación y contenido
El Museo está ubicado en la avenida del Doctor Guàrdia, s/n, en Mahón.
El fondo del Museo está formado por piezas provenientes de las colecciones del anterior museo y de excavaciones arqueológicas realizadas durante los últimos años, así como de depósitos y donaciones de particulares y de varias entidades.
La exposición permanente del museo fue totalmente reformada durante los años 2017-2018, reabriéndose al público el mes de julio de 2018. Actualmente el museo ofrece también exposiciones temporales en su planta baja.
El Museo de Menorca es el centro de referencia en la difusión del patrimonio y del paisaje cultural de Menorca y ha impulsado una importante tarea de investigación, centrada sobre todo en la prehistoria de la isla. Los resultados de estas investigaciones, centradas en la cultura talayótica han sido publicados en revistas científicas de ámbito internacional.

## Historia
El primer precedente del actual Museo de Menorca es el Museo Municipal de Mahón que fue inaugurado el 4 de noviembre de 1889, al antiguo edificio del Principal de Guardia, enfrente del Ayuntamiento mismo. Su promotor fue Joan Seguí Rodríguez y sus fondos iniciales se formaron con donaciones de particulares. Las primeras piezas, fragmentos de sepulturas romanas encontradas en Mahón, las donó Pere Monjo Monjo, el conservador del centro.

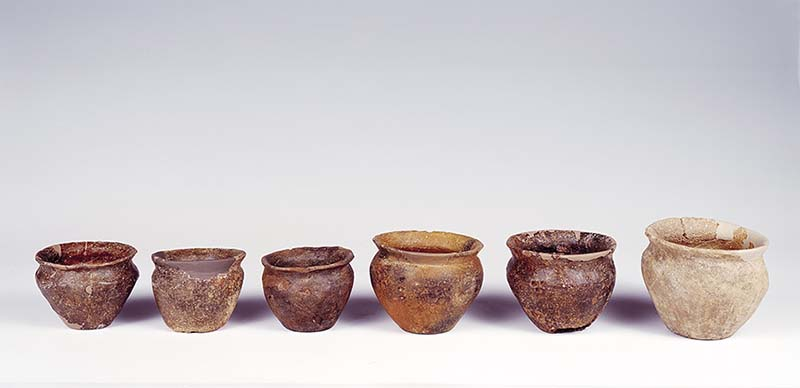
Colección de cerámicas

Después de la muerte del fundador del Museo en 1890, el Ayuntamiento ofreció la conservación de la colección al claustro de profesores del Instituto. Y Francesc Hernández Sanz, profesor del Instituto y conservador del Museo desde 1898, se encargó de consolidar la colección.
En 1906 sus fondos pasaron al Museo del Ateneo de Mahón, hasta 1944, en que se integraron al recientemente fundado Museo Provincial de Bellas Artes, organizado por Félix Merino y María Luisa Serra Belabre. El Ayuntamiento de Mahón cedió el palacio de Can Mercadal, sede de la Casa de Cultura y hoy biblioteca pública, donde se ubicó el nuevo Museo en noviembre de 1948. Además de los bienes que aportó el Ateneo de Mahón, también se sumaron los de la Comisaría de Excavaciones, la Subcomisión de Monumentos y otros procedentes de colecciones privadas, de forma que la colección se incrementó considerablemente.
Desde 1953 hasta 1967, bajo la dirección de María Luisa Serra, se aumentó el fondo del Museo con la adquisición de obras de arte y donaciones de pintores menorquines y se efectuó un destacado trabajo de documentación y difusión. Durando este periodo el Museo también acogió el material arqueológico de las excavaciones importantes que se realizaban en la isla como la Naveta des Tudons, la Naveta de Rafal Rubí, el poblado de Talatí de Dalt, la Basílica des Fornàs de Torelló y la Basílica de la Isla del Rey, entre otras. 

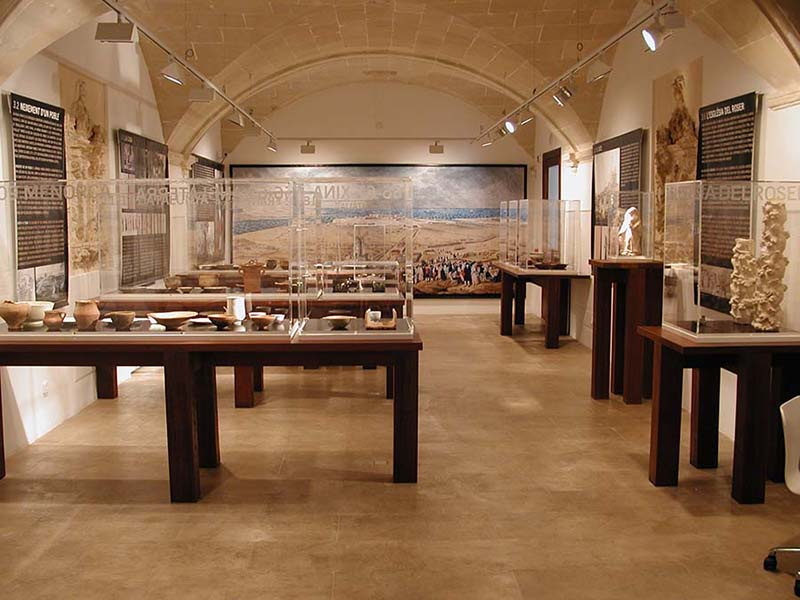
Sala dedicada a la historia de Menorca

En el año 1975, con el nombre de Museo de Menorca, se integra en la red del Patronato Nacional de Museos. Pero el edificio amenazaba ruina, de forma que se cierra al público. Cinco años después, en 1980, se acepta la donación al Estado de un inmueble del Ayuntamiento de Mahón, el antiguo convento de los franciscanos, como sede definitiva del Museo y se empiezan las obras de rehabilitación del edificio. 
En 1984 se traspasó la gestión en el Gobierno Balear. Y en 1986 una parte del edificio rehabilitado empieza a funcionar. La restauración del claustro de San Francisco dotó de nuevos bienes que ingresaron al museo: cerámica de los siglos VXII y XVIII y baldosas policromadas de los siglos XVIII y XIX.
Las salas temporales se abrieron al público en 1995 y tres años después, las salas permanentes, quedando inaugurada la nueva sede del Museo de Menorca.
El fondo del museo ha ido creciendo a través de los numerosos proyectos de excavación arqueológica desarrollados por arqueólogos menorquines y por otros vinculados a la Universidad de las Islas Baleares, la Universidad de Boston y la Universidad de Sassari. También se recuperaron las piezas que la arqueóloga británica Margaret Murray había hallado en los años treinta del siglo XX en sus excavaciones en Trepucó y en el poblado talayótico de Sa Torreta y que se encontraban en Cambridge.
Las donaciones y depósitos de material etnológico, artístico e industrial iniciadas a partir de los años noventa y durante la primera década del siglo XXI, tanto de particulares como de varias entidades, también han sido imprescindibles para completar la colección.
Desde el año 2007 hasta la actualidad un equipo de arqueólogos del Museo, realiza trabajos de excavación y restauración en Cornia Nou, un poblado talayótico situado cerca de Mahón. 
El Consejo Insular de Menorca gestiona el Museo desde septiembre de 2011. La institución ofrece un fondo digitalizado donde se puede consultar una parte de la colección.

## El edificio

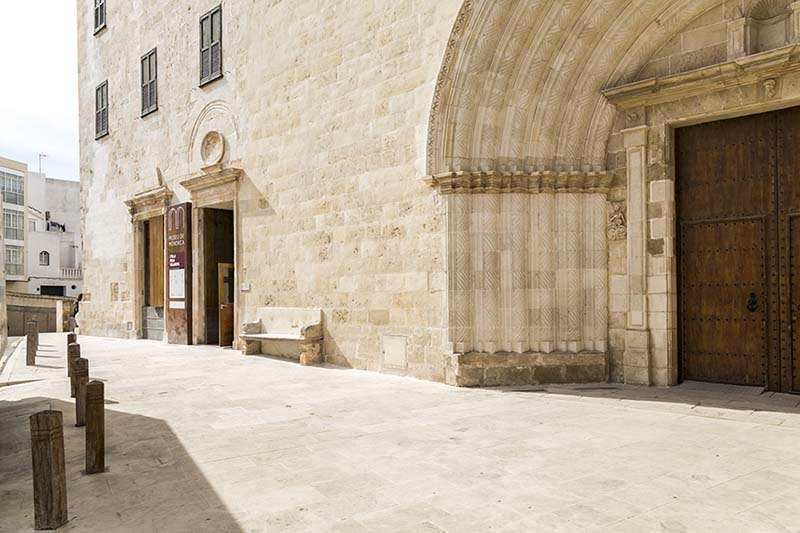
El edificio fue construido entre los siglos y

La actual sede del Museo de Menorca es el antiguo convento franciscano de Jesús, que formaba parte de la Iglesia de San Francisco, situada al lado. Sus orígenes datan del siglo XV; pero de esta época no quedan vestigios arquitectónicos, puesto que a consecuencia de un ataque turco a la ciudad, el edificio fue destrozado en 1535.
El edificio que nos ha llegado fue construido entre los siglos XVII y XVIII, con reformas a comienzo del XIX. 
En la planta baja del convento se encontraban la portería, la sala capitular, la cocina, la despensa, la bodega y el refectorio y las escuelas de gramática y filosofía. Las celdas de los frailes y otras dependencias se situaban en las plantas superiores.

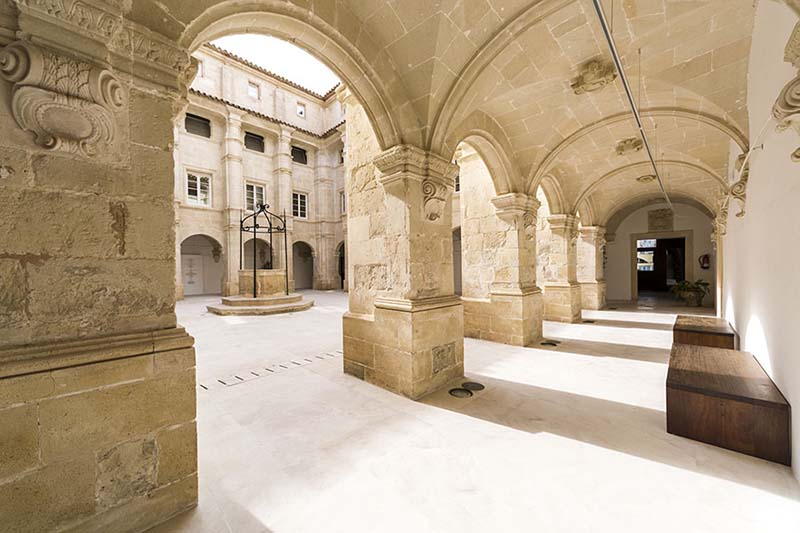
Claustro del Museo

Los franciscanos tuvieron que dejar el convento el 1835, con la desamortización eclesiástica de Juan Álvarez Mendizábal. El inmueble pasó a disposición municipal y, antes de convertirse en la sede del Museo, fue ocupado por varias entidades que le dieron diferentes usos educativos y culturales: fue Casa de la Misericordia, Escuela Náutica, Biblioteca Pública e Instituto de Bachillerato.
El edificio del Museo se organiza en tres pisos que rodean el claustro barroco de planta cuadrada, con arcos de cuerpo bajo, y una ala que sobresale en el área meridional. Combina la superposición de órdenes clásicos con elementos del barroco. Las salas de exposiciones temporales y el salón de actos ocupan la planta baja, alrededor del claustro, y en el primero y segundo piso se encuentran las exposiciones permanentes.

## Investigación
El Museo de Menorca proporciona un marco de referencia para el estudio de la prehistoria, la historia y la cultura de Menorca con un fondo formado por unos 200.000 objetos. El Museo ofrece un espacio destinado a los investigadores que deseen consultar este fondo.
También dispone de una biblioteca abierta al público que tiene un importante fondo de libros y documentos especializados en arte y arqueología, así como una amplia colección de libros, revistas, catálogos y manuales especializados dedicados a diferentes aspectos de la historia, etnología, geografía y cultura de Menorca. La mayor parte de los libros arqueológicos tienen un grado tan alto de especialización y especificación que no se pueden consultar en otras bibliotecas de la isla.
Periódicamente el Museo edita publicaciones científicas principalmente de carácter arqueológico, guías de las colecciones del fondo del Museo, catálogos de las exposiciones temporales y publicaciones del servicio educativo que ofrecen la oportunidad de conocer la historia de Menorca y sus elementos más característicos.

## Visitas y actividades

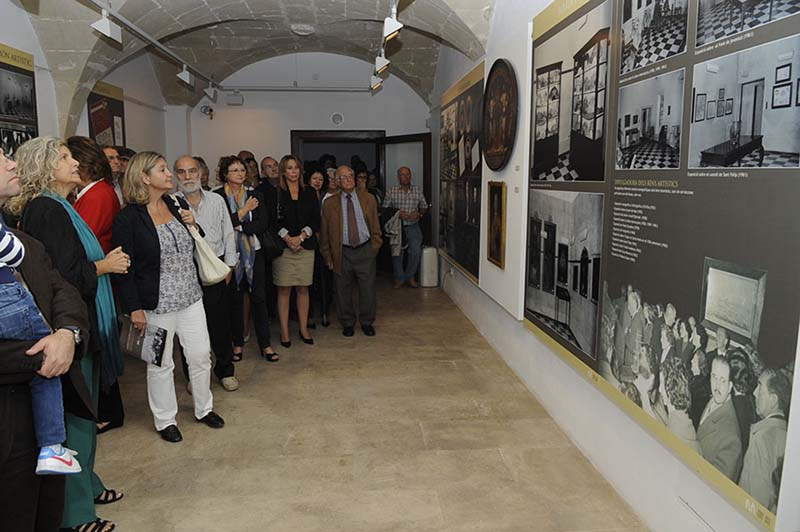
Visitas guiadas al Museo de Menorca

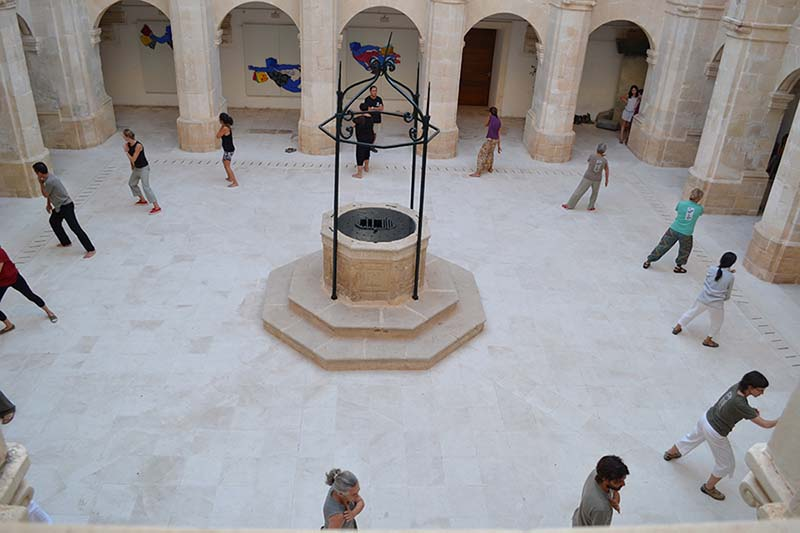
Actividades en el Museo de Menorca

El Museo ofrece cuatro tipos de visitas: guiadas, familiares, para grupos y escolares.
- Guiadas: están abiertas a todos los públicos y se preparan en función de los intereses del solicitante. Incluyen las salas de exposiciones temporales y el yacimiento prehistórico de Cornia Nou.
- Familiares: las familias pueden visitar el Museo de forma libre, siguiendo las sugerencias que propone el personal o solicitando un recorrido guiado.
- Grupos: el Museo diseña una visita a medida para cada grupo, ya sea por libre o guiada, en función de los intereses y del tiempo de los visitantes.
- Escolares : el Museo prepara itinerarios especiales por una o más etapas de la historia de Menorca, adecuados a las peticiones de cada docente.

En el Museo de Menorca se organizan varias actividades dirigidas a diferentes tipos de público: talleres infantiles, gincanas familiares, una noche al museo para los jóvenes, visitas guiadas especializadas en un tema, charlas y presentaciones de piezas.